# آدام بلایت
آدام بلایت (انگلیسی: Adam Blythe؛ زادهٔ ۱ اکتبر ۱۹۸۹) دوچرخه‌سوار اهل بریتانیا است.
از باشگاه‌هایی که در آن بازی کرده‌است می‌توان به تیم تینکوف، تیم بی‌ام‌سی، تیم اوریکا–اسکات، و آکوا بلو اسپورت اشاره کرد.